# Barbara Alyn Woods
Barbara Alyn Woods (Chicago, 11 de março de 1962) é uma atriz americana, mais conhecida por  seus papéis em Honey, I Shrunk the Kids: The TV Show e One Tree Hill.

## Vida pessoal
Barbara frequentou a Hinsdale South High School em Darien, Illinois, e a Northern Illinois University.
É casada com o assistente de direção e produtor cinematográfico John Lind desde 1999, eles se conheceram nos bastidores de Honey, I Shrunk the Kids: The TV Show. O casal tem três filhas (ambas atrizes): Natalie Alyn Lind (nascida em 21 de junho de 1999), Emily Alyn Lind (nascida em 6 de maio de 2002) e Alyvia Alyn Lind (nascida em 27 de julho de 2007).

## Filmografia
| Cinema | Cinema                                 | Cinema                       | Cinema                          |
| Ano    | Título                                 | Personagem                   | Nota                            |
| ------ | -------------------------------------- | ---------------------------- | ------------------------------- |
| 2014   | Death Clique                           | Lana                         | Telefilme                       |
| 2012   | Taste It: A Comedy About the Recession | Sra. Rosen                   |                                 |
| 2012   | One Tree Hill: Always & Forever        | Deb Scott                    | Telefilme                       |
| 2009   | Port City                              | Hannah                       |                                 |
| 2004   | The Wild Card                          | Kathleen Flanagan            |                                 |
| 2004   | I Downloaded a Ghost                   | Catherine Blackstone         | Telefilme                       |
| 2001   | The Confidence Man                     | Hillary                      |                                 |
| 1996   | Just Friends                           | Danielle                     |                                 |
| 1996   | Striptease                             | Lorelei                      |                                 |
| 1995   | Frankie Starlight                      | Marcia                       |                                 |
| 1995   | Dead Weekend                           | Amelia                       | Telefilme                       |
| 1994   | Ghoulies IV                            | Kate                         |                                 |
| 1993   | Flesh and Bone                         | Cindy                        |                                 |
| 1992   | We're Talking Serious Money            | Agente de Recolha de Bagagem |                                 |
| 1992   | Dance with Death                       | Kelly                        |                                 |
| 1992   | The Waterdance                         | Annabelle Lee                |                                 |
| 1991   | Delusion                               | Julie                        |                                 |
| 1991   | Inside Out                             | Terri                        |                                 |
| 1991   | The Terror Within II                   | Sharon                       | Creditada como Barbara A. Woods |
| 1990   | Repossessed                            | Mulher no elevador           |                                 |
| 1990   | Circuitry Man                          | Yoyo                         |                                 |

| Televisão | Televisão                             | Televisão                    | Televisão                                                              |
| Ano       | Título                                | Personagem                   | Nota                                                                   |
| --------- | ------------------------------------- | ---------------------------- | ---------------------------------------------------------------------- |
| 2021      | Chucky (série de TV)                  | Perfeita Michelle Cross      | Papel Recorrente                                                       |
| 2014      | The Goldbergs                         | Sra. Caldwell                | Temporada 1, Episódios 12 e 14                                         |
| 2010      | The Gates                             | Barbara Jansen               | Episódios 4, 5 e 6                                                     |
| 2009      | Desperate Housewives                  | Laura Miller                 | Temporada 6, Episódio 5                                                |
| 2003–2012 | One Tree Hill                         | Deb Scott                    | Elenco principal, Temporada 1–4; 6 Elenco recorrente, Temporadas 5 e 9 |
| 2003      | American Dreams                       | Sra. Mason                   | Temporada 1, Episódio 12 Temporada 2, Episódio 2                       |
| 2002      | Providence                            | Heidi                        | Temporada 5, Episódio 5                                                |
| 1999      | Ally McBeal                           | Kelly Philbrick              | Temporada 2, Episódio 22                                               |
| 1997–2000 | Honey, I Shrunk the Kids: The TV Show | Diane Szalinski              | Elenco principal                                                       |
| 1996      | Touched by an Angel                   | Penny Russell                | Temporada 2, Episódio 23                                               |
| 1996      | Murder, She Wrote                     | Dyan Emery                   | Temporada 12, Episódio 16                                              |
| 1995      | Seinfeld                              | Debby                        | Temporada 6, Episódio 13                                               |
| 1994      | One West Waikiki                      | Heather Randall              | Temporada 1, Episódio 3                                                |
| 1994      | Picket Fences                         | Stacey Halford               | Temporada 2, Episódio 14 Temporada 3, Episódio 8                       |
| 1993      | Wings                                 | Sheila                       | Temporada 5, Episódio 10                                               |
| 1993      | Sweating Bullets                      | Tess                         | Temporada 3, Episódio 30                                               |
| 1993      | Eden                                  | Eve Sinclair                 | Episódio piloto                                                        |
| 1992–1995 | Dream On                              | Phoebe / Linda               | Temporada 3, Episódio 21 Temporada 6, Episódio 5                       |
| 1992      | Herman's Head                         | Danielle                     | Temporada 2, Episódio 1                                                |
| 1992      | Vinnie & Bobby                        | Miss O'Seasons               | Episódio 2                                                             |
| 1991      | Empty Nest                            | Comissária de bordo          | Temporada 4, Episódio 12                                               |
| 1991      | The Golden Girls                      | Mulher                       | Temporada 7, Episódio 3                                                |
| 1990      | Equal Justice                         | Lisa Cummings / Heidi Peckle | Temporada 1, Episódio 5                                                |
| 1990      | Mr. Belvedere                         | Paula                        |                                                                        |
| 1989      | Open House                            | Noreen                       | Episódio 7                                                             |
| 1989      | Married... with Children              | Vicky                        | Temporada 3, Episódio 8                                                |
| 1989      | Star Trek: The Next Generation        | Kareen Brianon               | Temporada 2, Episódio 6                                                |
| 1988      | Sable                                 | Cheri                        | Episódio 7                                                             |